# 下宿村 (岐阜県)
下宿村（しもじゅくむら）は、かつて岐阜県安八郡にあった村である。
現在の大垣市墨俣町下宿、及び安八町西結の一部に該当する。
かつては鎌倉街道（京 - 鎌倉）の宿場町があったが、美濃路が設定された際に墨俣宿に移設された。

## 歴史
- 1871年（明治4年） - 天領下宿村と尾張藩下宿村が合併し、下宿村となる。
- 1889年（明治22年）7月1日 - 町村制により下宿村発足。
- 1897年（明治30年）4月1日 - 墨俣町、西橋村、二ツ木村と合併し、改めて墨俣町が発足。同日下宿村廃止。
- 1979年（昭和54年）12月1日 - 墨俣町と安八町西結字奥田の一部との境界変更。旧村域の一部が安八町に編入される。